# Бодешть (Арад)
Бодешть, Бодешті (рум. Bodești) — село у повіті Арад в Румунії. Входить до складу комуни Хелмаджу.
Село розташоване на відстані 343 км на північний захід від Бухареста, 98 км на схід від Арада, 94 км на південний захід від Клуж-Напоки, 119 км на північний схід від Тімішоари.

## Населення
За даними перепису населення 2002 року у селі проживали 185 осіб, усі — румуни. Усі жителі села рідною мовою назвали румунську.